# Room Service (Roxette)
Room Service is het achtste studioalbum van Roxette, uitgegeven op 3 april 2001 door EMI. Van dit album zijn drie singles uitgebracht, namelijk "The Centre Of The Heart", "Real Sugar" en "Milk And Toast And Honey". Ondanks de hitpotentie, heeft geen van de drie singles groot succes gebracht. Ook het album zelf was een stuk minder succesvol in de hitparades dan eerder uitgebrachte cd's. Een gebrek aan degelijke internationale promotie is de boosdoener. Desondanks zijn er wereldwijd meer dan 2 miljoen exemplaren over de toonbank gegaan.

## Tracklist
Alle nummers zijn geschreven door Per Gessle tenzij het anders staat aangegeven.

| 1.                 | Real Sugar                                                                        | 03:16 |
| 2.                 | The Centre Of The Heart                                                           | 03:22 |
| 3.                 | Milk And Toast And Honey                                                          | 04:03 |
| 4.                 | Jefferson                                                                         | 03:50 |
| 5.                 | Little Girl (Tekst en muziek van Marie Fredriksson)                               | 03:36 |
| 6.                 | Looking For Jane                                                                  | 03:19 |
| 7.                 | Bringing Me Down to My Knees                                                      | 03:48 |
| 8.                 | Make My Head Go Pop                                                               | 03:22 |
| 9.                 | Try (Just a Little Bit Harder)                                                    | 03:13 |
| 10.                | Fool                                                                              | 03:52 |
| 11.                | It Takes You No Time to Get Here                                                  | 03:35 |
| 12.                | My World, My Love, My Life                                                        | 04:03 |
| 13.                | Entering Your Heart (Extended Version, Bonus track (Alleen op de Japanse editie)) | 04:34 |
| Totale duur: 43:26 |                                                                                   |       |

| 13.                | Entering Your Heart (Edit Version)       | 04:00 |
| 14.                | The Weight Of The World                  | 02:51 |
| 15.                | Bla Bla Bla Bla Bla (You Broke My Heart) | 04:36 |
| Totale duur: 54:54 |                                          |       |